# 바니와 친구들
《바니와 친구들》(Barney & Friends)는 1992년부터 2010년까지 미국이 만든 어린이용 TV 시리즈이다. 대한민국에서는 아리랑 TV, 대교어린이TV, JEI 재능TV와 투니버스에서 2001년부터 2003년까지 독점 방영하였으며, KBS 2TV에서는 2001년 11월 5일 ~ 2003년까지 방영되었다. 2005년에는 미라클상사가 이프로그램의 판권을 가져와 EBS에서 2010년까지 방영했다. 왠지 EBS보다 먼저인 2001년 12월 1일부터 2004년까지 미국 오리지널 버전의 1994-2000 에피소드 중 일부가 VHS와 DVD로 공개되었다.
힌국에서는 2001년 11월 5일부터 2003년까지 KBS 2TV에서 현지화를 하는 방식으로 방영하였는데, 이후 아리랑TV, 대교어린이TV, JEI 재능TV 등의 케이블 방송에서 재방영 하다가 2005년부터 2007년까지 EBS에서 방영하였다. 2002년 현지화해서 등장하는 아이 역으로 오승준, 김송이가 나왔다.

## 방송 일시
| 방송 채널 | 방송일                           | 방송 시간 |
| --------- | -------------------------------- | --------- |
| PBS       | 1992년 4월 6일 ~ 2010년 11월 2일 | 종료      |
| KBS 2TV   | 2001년 11월 4일 ~ 2003년         | 종료      |

## 진행자 및 출연자
- 밥 웨스트 외
- 던칸 브래넌
- 팀 데버
- 딘 웬트

### 방송 여부
- NTSC

### 방송 사용어
- 한국어, 영어

### OST
- 공룡친구 바니(바니와 친구들 주제가)
- I love you

### 전편
- 동화나라 꿈동산

### 몇기
- 14기

## 같이 보기
- 마시마로